# Страховой рынок Исландии
Страхово́й ры́нок Исла́ндии — часть финансового рынка Исландии, на котором предлагаются услуги по страхованию. Страховой рынок в Исландии, как и весь финансовый рынок, регулируется Управлением по финансовому надзору Исландии в соответствии с законодательством страны. Первый нормативный правовой акт о страховой деятельности в стране был принят в 1973 году. С тех пор законодательство Исландии в этой сфере неоднократно изменялось.

## Законодательство
Страховой рынок Исландии регулируется нормативными актами, принятыми парламентом страны, Альтингом, и Управлением по финансовому надзору Исландии а также правовыми актами Европейской ассоциации свободной торговли и Европейской экономической зоны, так как Исландия входит в эти европейские договоры и организации. Главными законами, регулирующими страховой рынок Исландии, являются: Закон о страховой деятельности № 60/1994, Закон о страховых контрактах № 30/2004, Закон об официальном надзоре финансовых операций № 87/1998 и другие. Так как финансовый кризис очень сильно повлиял на страховой рынок Исландии, 10 июня 2010 года парламентом страны был принят новый закон о страховании.

## Компании
Страховыми компаниями Исландии, имеющими лицензию на осуществление страховой деятельности, являются:
- European Risk Insurance Company
- Íslensk endurtrygging hf.
- Líftryggingafélag Íslands hf.
- Líftryggingamiðstöðin hf.
- Okkar Líftryggingar hf.
- Sjóvá-Almennar líftryggingar hf.
- Sjóvá-Almennar tryggingar hf.
- Trygging hf.
- Tryggingamiðstöðin hf.
- Vátryggingafélag Íslands hf.
- Viðlagatrygging Íslands
- Vörður líftryggingar hf.
- Vörður tryggingar hf.

## Комментарии
1. ↑  Закон о страховой деятельности № 26/1973